# St Kenneth’s Chapel

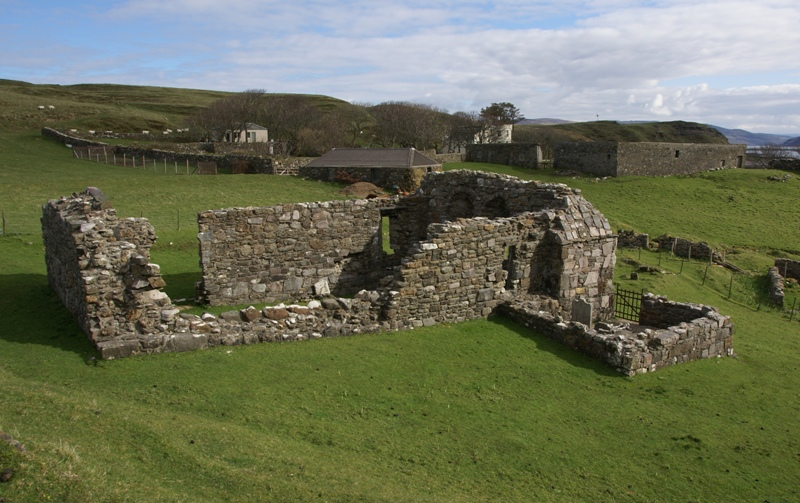
St Kenneth’s Chapel

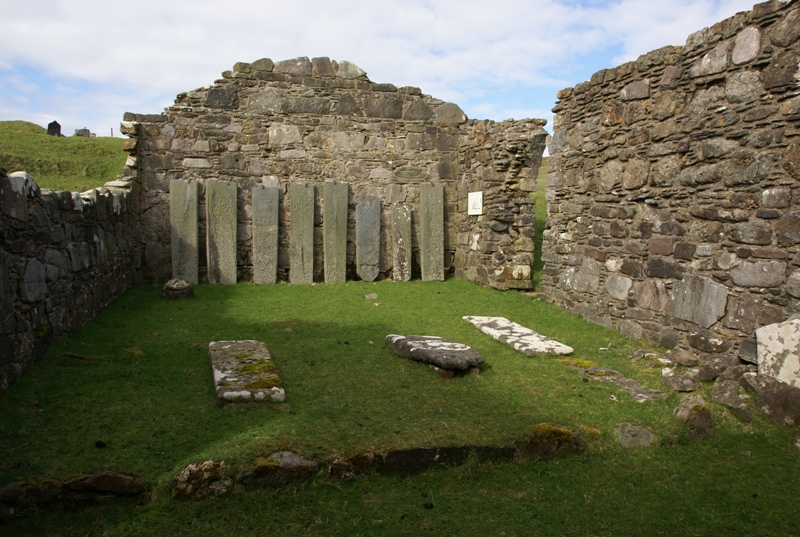
Kreuzplatten

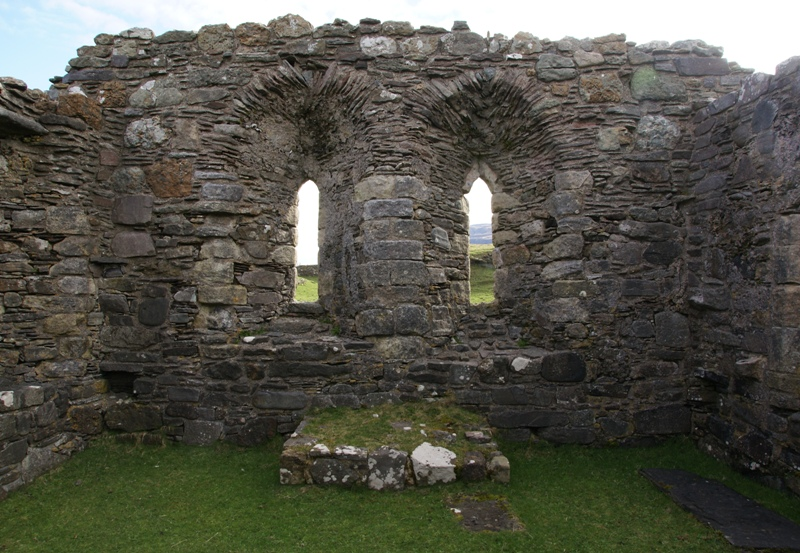
Gotische Lanzettfenster

Die St Kenneth’s Chapel, auch St Cainneach’s Chapel oder Inchkenneth Chapel, ist eine Kirchenruine auf der heute unbewohnten schottischen Hebrideninsel Inch Kenneth. Sie liegt im Südosten der Insel nahe der Küste mit einem flachen Strandabschnitt, der sich zum Anlanden von Booten eignet. Die Ruine ist als Scheduled Monument klassifiziert.

## Geschichte
Der exakte Bauzeitraum der Kirche ist nicht überliefert. Anhand architektonischer Merkmale kann jedoch auf das 13. Jahrhundert geschlossen werden. Die früheste bis heute erhaltene schriftliche Erwähnung stammt aus dem Jahre 1380. Aus dieser und einer weiteren Erwähnung im Jahr 1549 ist bekannt, dass sie als Hauptkirche des Parish diente. Spätestens im 16. Jahrhundert, wahrscheinlich jedoch schon seit früherer Zeit, unterstand die St Kenneth’s Chapel dem Nonnenkloster auf Iona, einer Einrichtung des Augustinerordens. Wahrscheinlich wurde die Kirche ab der Aufgabe der Klosteranlagen auf Iona im Jahre 1547 nicht mehr genutzt und verfiel im Laufe der Jahrhunderte. Auf Grund einer Neigung der Ostwand wurden im 16. oder 17. Jahrhundert Verstärkungen hinzugefügt. Im Jahre 1815 waren die Außenmauern wahrscheinlich noch intakt, stürzten jedoch in der Zwischenzeit teilweise ein.

## Friedhof
Auf dem südlich der Kirche befindlichen Friedhof sind zahlreiche Gräber zu finden. Innerhalb der Kirche stehen acht Kreuzplatten, die wahrscheinlich aus dem 14. bis 16. Jahrhundert stammen. Des Weiteren sind Gräber aus dem 17. und 18. Jahrhundert vorhanden. Der Friedhof wird bis heute gelegentlich noch als solcher genutzt. In der Südwestecke des umfriedeten Areals steht ein schiefernes Keltenkreuz. Es wurde dort im Jahre 1926 aufgestellt, wurde jedoch wahrscheinlich im Zeitraum zwischen 1500 und 1560 gefertigt.